# Schildorn
Schildorn ist eine Gemeinde in Oberösterreich im Bezirk Ried im Innkreis im Innviertel mit 1230 Einwohnern (Stand 1. Jänner 2025).

## Geografie
Schildorn befindet sich etwa 10 Kilometer südlich von Ried im Innkreis. Es liegt am Nordrand des Hausruck-und-Kobernaußerwald-Zuges.
Das Gemeindegebiet umfasst in etwa den Anfang des Riedels, der sich zwischen Waldzeller Ache im Westen und Oberach im Osten vom Hausruck–Kobernaußerwald-Hauptkamm in das südliche Innviertler Hügelland hinunterstreckt und damit oberes Achental (südwestliches Innviertel) vom Einzugsgebiet der Antiesen (zentrales Innviertel) trennt. Höchste Erhebung im Gemeindegebiet ist der Hengstberg (683 m ü. A.). Die Grenze zwischen Hausruck und Kobernaußerwald wird meist irgendwo zwischen dem Schildorner Gebiet und westlicher bei Kobernaußen gesehen.
Die Ausdehnung der Gemeinde beträgt von Nord nach Süd 7,3 km, von West nach Ost 4,5 km. Die Gesamtfläche beträgt 13,4 km². 17,9 % der Fläche sind bewaldet, 73,1 % der Fläche sind landwirtschaftlich genutzt.

### Gemeindegliederung
Die Gemeinde liegt im Gerichtsbezirk Ried im Innkreis.
Die Gemeinde umfasst 2 Katastralgemeinden, Schildorn und St. Kollmann.
Das Gemeindegebiet umfasst folgende 23 Ortschaften (in Klammern Einwohnerzahl Stand 1. Jänner 2025):
- Aigen (51)
- Au (9) samt Knirzing und Prüglau
- Auerding (30)
- Ebersau (142)
- Freidling (29)
- Kronawitten (11)
- Lehen (22)
- Litzlham (57)
- Marö (19)
- Ottenberg (7)
- Otzling (13)
- Parz (14)
- Piereth (20)
- Rampfen (89)
- Rendlberg (12)
- Sankt Kollmann (113)
- Schildorn (466)
- Schmidsberg (25)
- Streit (6)
- Weiketsedt (37)
- Weissenbrunn (9)
- Winkl (38)
- Wolfersberg (11)

Die 23 Ortschaften sind:
- am Riedl südwärts: Parz, die Rotte Freidling, Ottenberg, Piereth und das Dorf Schildorn (Hauptort)
- zur Waldzeller Ache hin:
  - am Schaubach nordwestlich: Die Rotte Weiketsedt, Auerding und die Rotte Otzling
  - am Litzlhamer Bach westlich  des Hauptorts: die Rotte Litzlham und  Weissenbrunn (das Gehöft Unterburgstall, Ortschaft auch in Waldzell)
- im Tal der Oberach: Rampfen und die Rotte Aigen (ehemals Ortschaft Ecklham, das heute nur zu Pramet gehört)
  - am Schildorngraben südlich des Hauptorts die Rotte Ebersau und Marö
  - am Kronawittbach: Der Weiler Au (ehemals Prüglau, Ortschaft Knirzing, diese auch in Pramet),
 und im Süden der Gemeinde die Rotte Kronawitten (auch Pramet), der Weiler Rendlberg, das Dorf Sankt Kollmann, Winkl, Streit  sowie der Weiler Wolfersberg
  - am Gumplinger Bach im Südosten der Gemeinde: Die Rotte Lehen und Schmidsberg (zerstreuten Häuser mit Gaisedt)

Einziger Zählsprengel ist Schildorn.
Vor der Reform der Gemeindestruktur 2008 waren die 13 Ortschaften:
Ebersau (mit Marö∗, Rendlberg),
Ecklham (mit Aigen – heute Aigen),
Freidling (mit Parz∗, Rampfen),
Knirzing (Prüglau – heute Au),
Kronawitten,
Litzlham,
Ottenberg (mit Piereth∗),
Sankt Kollmann (mit Lehen, Winkl∗, Streit∗),
Schildorn,
Schmidsberg (mit Gaisedt),
Weiketsedt (mit Auerding∗, Otzling),
Weissenbrunn (Unterburgstall) und
Wolfersberg.
∗ im Ortsverzeichnis 2001 nicht genannt
Schildorn gehört zur Leaderregion Hausruckwald-Vöcklatal, die sich von Eberschwang und Wolfsegg südwestlich bis Pöndorf erstreckt.

### Nachbargemeinden
| Lohnsburg am Kobernaußerwald | Neuhofen im Innkreis                        | Pattigham |
| Waldzell                     | Kompassrose, die auf Nachbargemeinden zeigt | Pramet    |
|                              | Frankenburg am Hausruck (Bez. Vöcklabruck)  |           |

## Geschichte

### Ortsgeschichte
Im Gemeindegebiet  verlief die norische römische Hauptstraße von Wels (Ovilava) nach Burghausen (Bedaium/Bedacum?), worauf noch Burgstall und Straß in den Nachbargemeinden Bezug nehmen. Nach Abzug der Römer 488 dürfte die Gegend in der Völkerwanderungszeit rest- und mischbesiedelt gewesen sein (worauf etwa Windischhub in Pramet verweist, eine Entvölkerung wird heute nicht mehr angenommen).
Die -ing- und -ham-Namen belegen die Besiedlung der bajuwarischen Landnahme ab 700 seit Gründung des Herzogtums Bayern und gehörte zum Bistum Passau. Die Missionierung erfolgte bis etwa 900 primär von Mondsee und Mattsee aus über Hohenzell und Eberschwang.
Der Ortsname Schildorn ist fränkischen Ursprungs (althochdeutsch sciltarin ‚Ansiedlung königlicher Schildträger‘) und ist 903 erstmals urkundlich nachgewiesen.
Die Schildorner Kirche war dann auch die Haupt- und Mutterpfarre des nördlichen Hausruck-Kobernaußerwald-Gebietes, um 1300 wurde die Pfarrei aber in das inzwischen wichtigere Waldzell verlegt.
Hier waren auch  Edle von Schildorn ansässig, über deren Ansitz nichts bekannt ist, das Geschlecht erlosch im 13. Jahrhundert, die weltliche Verwaltung lag seither bei einem Propsteigericht zu Ried.
Bis 1779 war der Ort bayrisch und kam nach dem Frieden von Teschen mit dem Innviertel (damals Innbaiern) zu Österreich.
Schon im 16. Jahrhundert war wieder vermehrt eine (Unter-)„Pfarrei“ aufgetaucht, aber erst 1784 wurde von Joseph II. eine eigene Pfarre für Schildorn und Pramet eingerichtet (Gründung des Bistums Linz 1783). 1811 brannte der Pfarrhof ab, wodurch das Pfarrarchiv vernichtet wurde, daher sind die Kenntnisse über die frühe Neuzeit lückenhaft.
Während der Napoleonischen Kriege wieder kurz königlich-bayrisch, gehört er seit 1812 endgültig zum Kronland Österreich ob der Enns. Nach Schaffung der Ortsgemeinden 1848/49 war bis 21. Juni 1884 auch das Gebiet der heutigen Gemeinde Pramet in das Verwaltungsgebiet Schildorn integriert.
1881 ist ein schwerer Winter mit 1 m Schnee überliefert, 1887 verwüstete Hagelschlag bis 5 cm die Felder .
Nach dem Anschluss Österreichs an das Deutsche Reich am 13. März 1938 gehörte der Ort zum Gau Oberdonau. Nach 1945 erfolgte die Wiederherstellung Oberösterreichs.
Schildorn gehörte postalisch früher zu Pramet (PLZ 4925), am 1. Juli 2008 bekam die Gemeinde eine eigene Postleitzahl 4920. Gleichzeitig wurden die Ortschaften und Straßennamen der Gemeinde neu geregelt, die vorher etwas unübersichtlich geworden waren.

### Einwohnerentwicklung
1991 hatte die Gemeinde laut Volkszählung 884 Einwohner, 2001 dann 1.053 Einwohner. Das starke Wachstum erfolgte, da sowohl die Geburtenbilanz als auch die Wanderungsbilanz positiv waren. In den Jahren von 2001 bis 2011 gab es eine leichte Abwanderung, die Geburtenbilanz blieb jedoch positiv, sodass die Bevölkerungszahl auf 1.101 Personen im Jahr 2011 und weiter auf 1.227 im Jahr 2018 anstieg.

## Kultur und Sehenswürdigkeiten

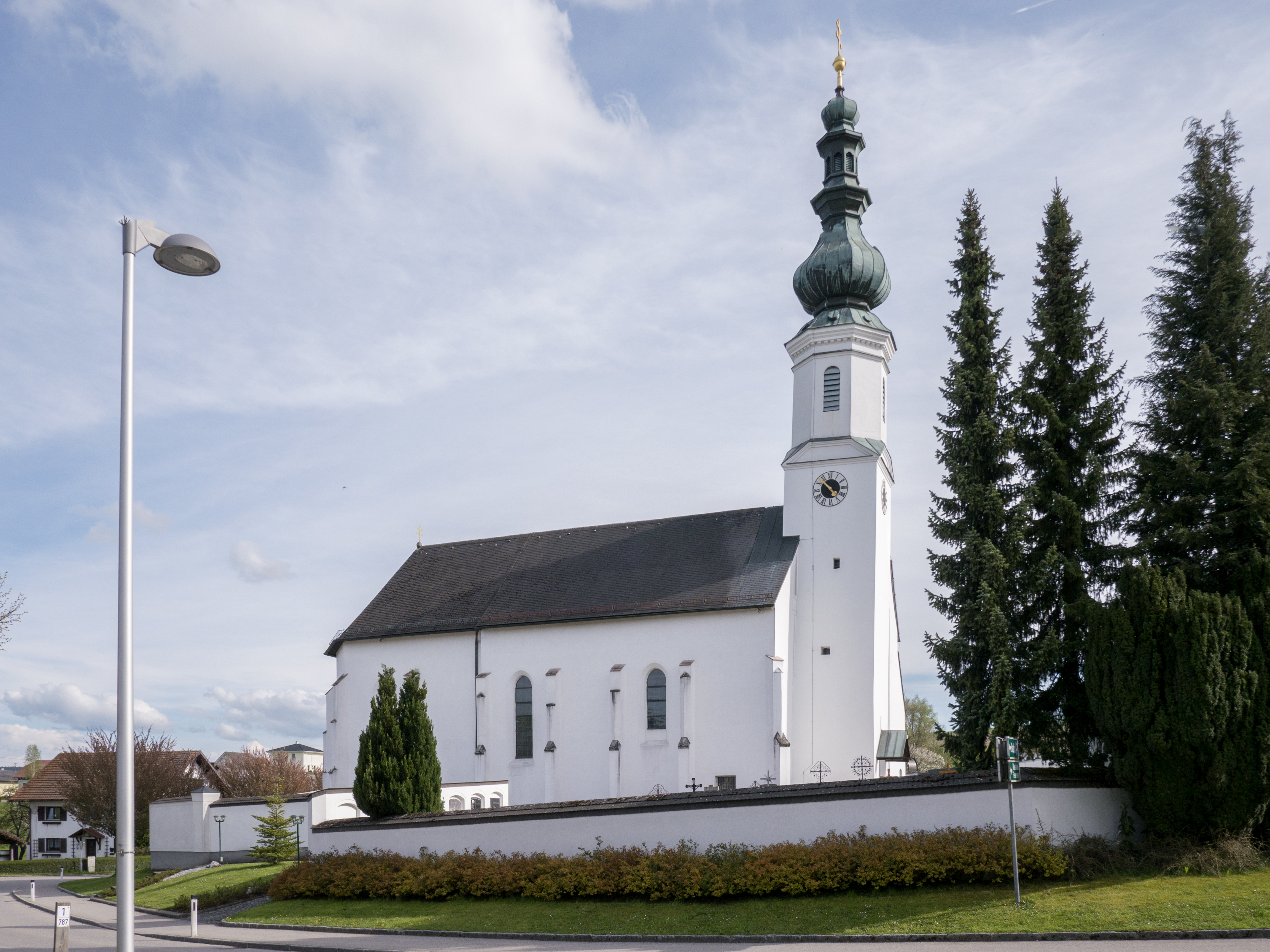
Pfarrkirche Schildorn

- Katholische Pfarrkirche Schildorn hl. Martin

### Musik
Bekannt ist Schildorn unter anderem auch wegen seiner Trachtenkapelle. Sie wurde 1801 gegründet und ist einer der ältesten Musikvereine Oberösterreichs. 2011 feierte man das 210-jährige Vereinsjubiläum. Derzeit wirken insgesamt 60 Musiker mit, das Durchschnittsalter beträgt 30 Jahre.

## Politik
Der Gemeinderat hat 13 Mitglieder.

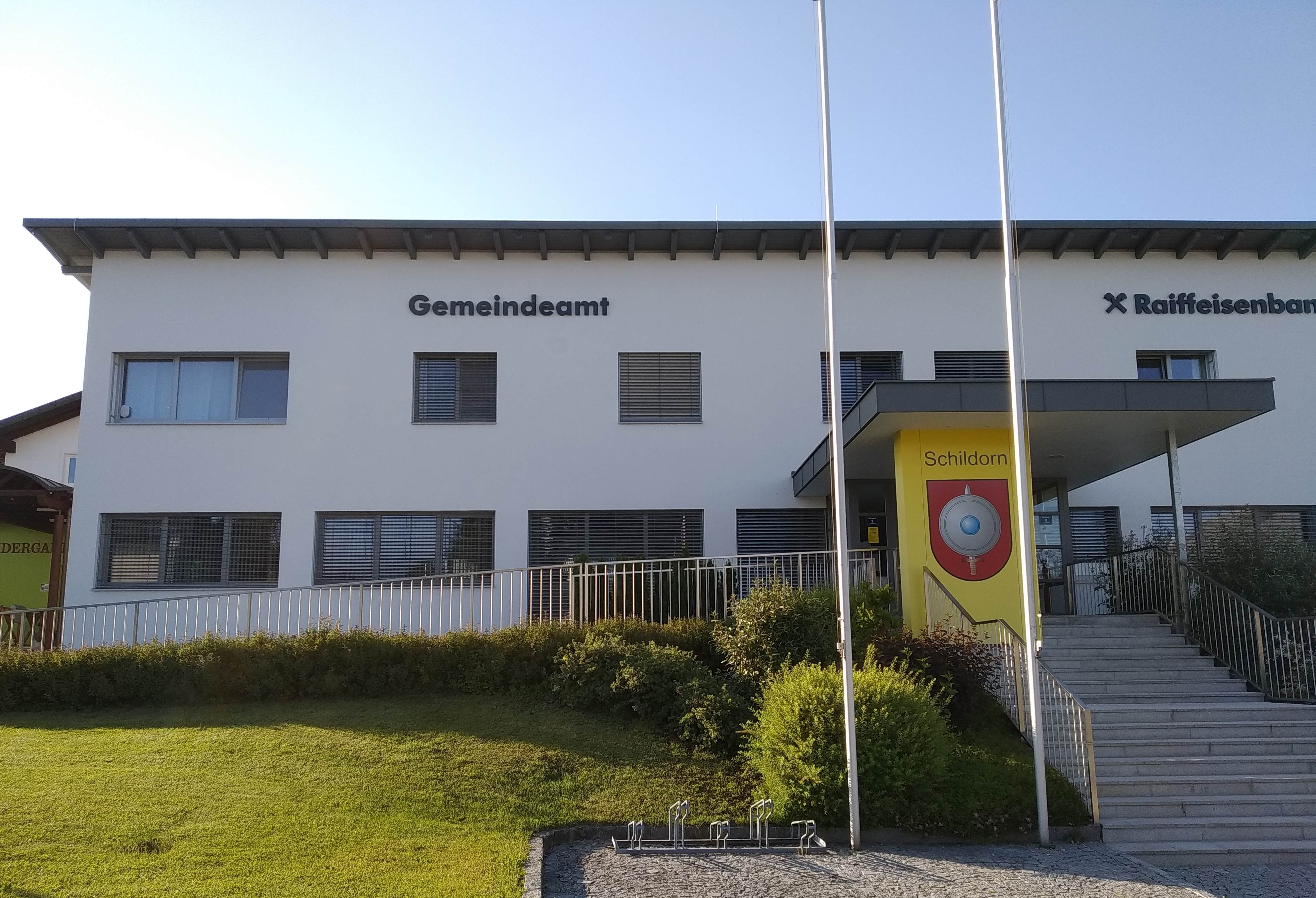
Gemeindeamt Schildorn

- Mit den Gemeinderats- und Bürgermeisterwahlen in Oberösterreich 2003 hatte der Gemeinderat folgende Verteilung: 6 ÖVP, 6 SPÖ und 1 FPÖ. (13 Mandate)
- Mit den Gemeinderats- und Bürgermeisterwahlen in Oberösterreich 2009 hatte der Gemeinderat folgende Verteilung: 6 ÖVP, 5 SPÖ und 2 FPÖ. (13 Mandate)
- Mit den Gemeinderats- und Bürgermeisterwahlen in Oberösterreich 2015 hatte der Gemeinderat folgende Verteilung: 10 ÖVP, 5 SPÖ und 4 FPÖ. (19 Mandate)
- Mit den Gemeinderats- und Bürgermeisterwahlen in Oberösterreich 2021 hat der Gemeinderat folgende Verteilung: 10 ÖVP, 2 SPÖ und 1 FPÖ.[14][15]

### Bürgermeister
- 1893–1905 Johann Dirmeier (CSP)
- 1990–2007 Johann Rachbauer (ÖVP)
- 2007–2012 Georg Schoibl (ÖVP)[16]
- seit 2013 Wolfgang Moser (ÖVP)[17]

Davor war Georg Schoibl (ÖVP) Bürgermeister, der aufgrund der Wahl im Gemeinderat vom 12. November 2007 dem zurückgetretenen Amtsvorgänger Johann Rachbauer gefolgt war. Rachbauer hatte davor das Amt über 17 Jahre innegehabt und war aus gesundheitlichen Gründen zurückgetreten. Die Wahl Schoibls erfolgte mit 7:6 Stimmen mit den Mandaten der ÖVP (6) und der FPÖ (1) gegen die SPÖ (6). Der Kandidat der unterlegenen SPÖ, Christian Makor-Winkelbauer, hatte davor verkündet, im Falle seines Wahlsieges sein Bürgermeistergehalt zur Gänze (z. B. an Vereine) zu spenden. Als Abgeordneter zum oberösterreichischen Landtag verfüge er bereits über ein sehr hohes Einkommen. Am 19. November 2012 erklärte Schoibl seinen Rücktritt, nachdem ihm nachgewiesen wurde, dass er im Zuge einer Kreditaufnahme für die Gemeinde eine Gemeinderatssitzung erfunden und die Protokolle dazu gefälscht hatte.

### Wappen
Blasonierung:
In Rot ein silbernes, steigendes Schwert mit goldenem Griff, überdeckt durch einen silbernen Rundschild mit blauem Schildbuckel.
Die Gemeindefarben sind Blau-Weiß-Rot.
Das Wappen ist redend. Es wurde 12. August 1968 verliehen und 27. Mai 1969 feierlich überreicht.

## Persönlichkeiten
- Johann Dirmeier (1852–1936), Landwirt und Politiker
- Jacqueline Seifriedsberger (* 1991), Skispringerin